# Classe DeKi 100
A Classe DeKi 100 é uma classe de 8 locomotivas elétricas construídas pela Hitachi do Japão com arranjo de rodeiros Bo-Bo na Classificação UIC e operadas pela ferrovia privada Chichibu Railway na província de Saitama, Japão, principalmente para serviços de transporte de carga desde 1951.
Até 1 de abril de 2014 apenas seis locomotivas estavam em operação.

## Subtipos
As locomotivas da classe estão divididas em três subtipos:
- DeKi 101: Construída em 1951 com potência total de saída de 640 kW (858 hp).
- DeKi 102-106: Construídas entre 1954-56 com potência total de saída de 800 kW (1 070 hp).
- DeKi 107-108: Construídas em 1951 e compradas da Matsuo Mining Railway com potência total de saída de 800 kW (1 070 hp).

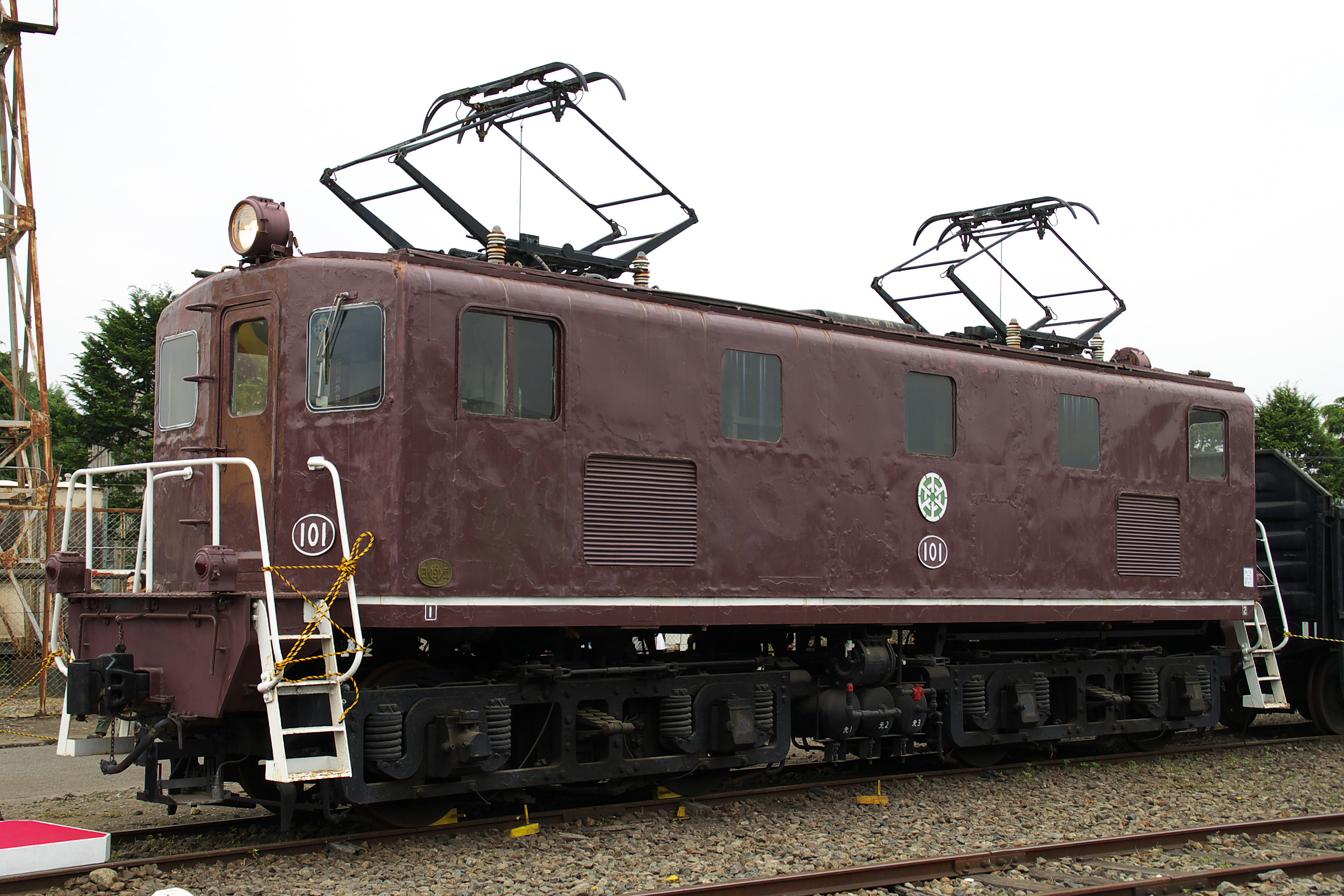
DeKi 101 preservada em sua cor original maio de 2009.
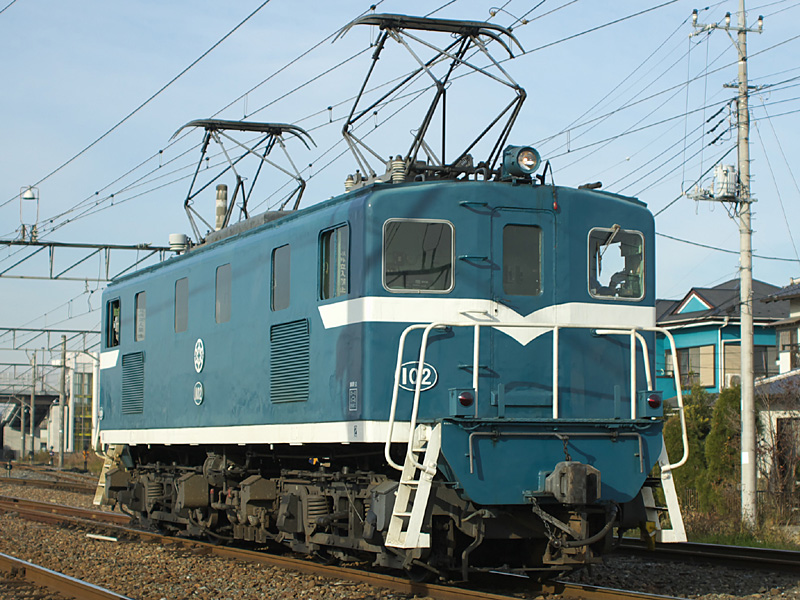
DeKi 102 no padrão azul da Chichibu Railway em dezembro de 2007.
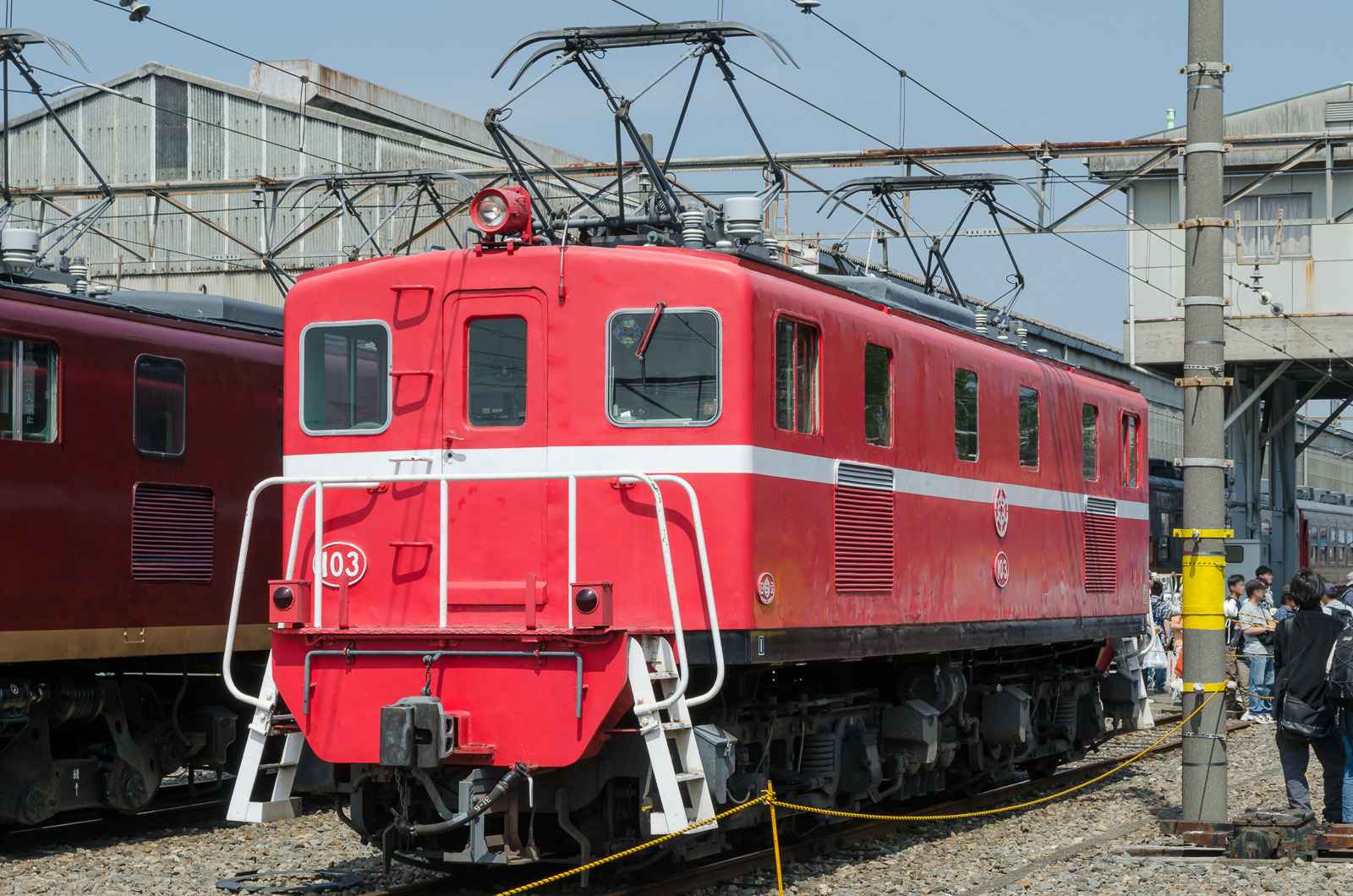
DeKi 103 em padrão vermelho maio de 2013.
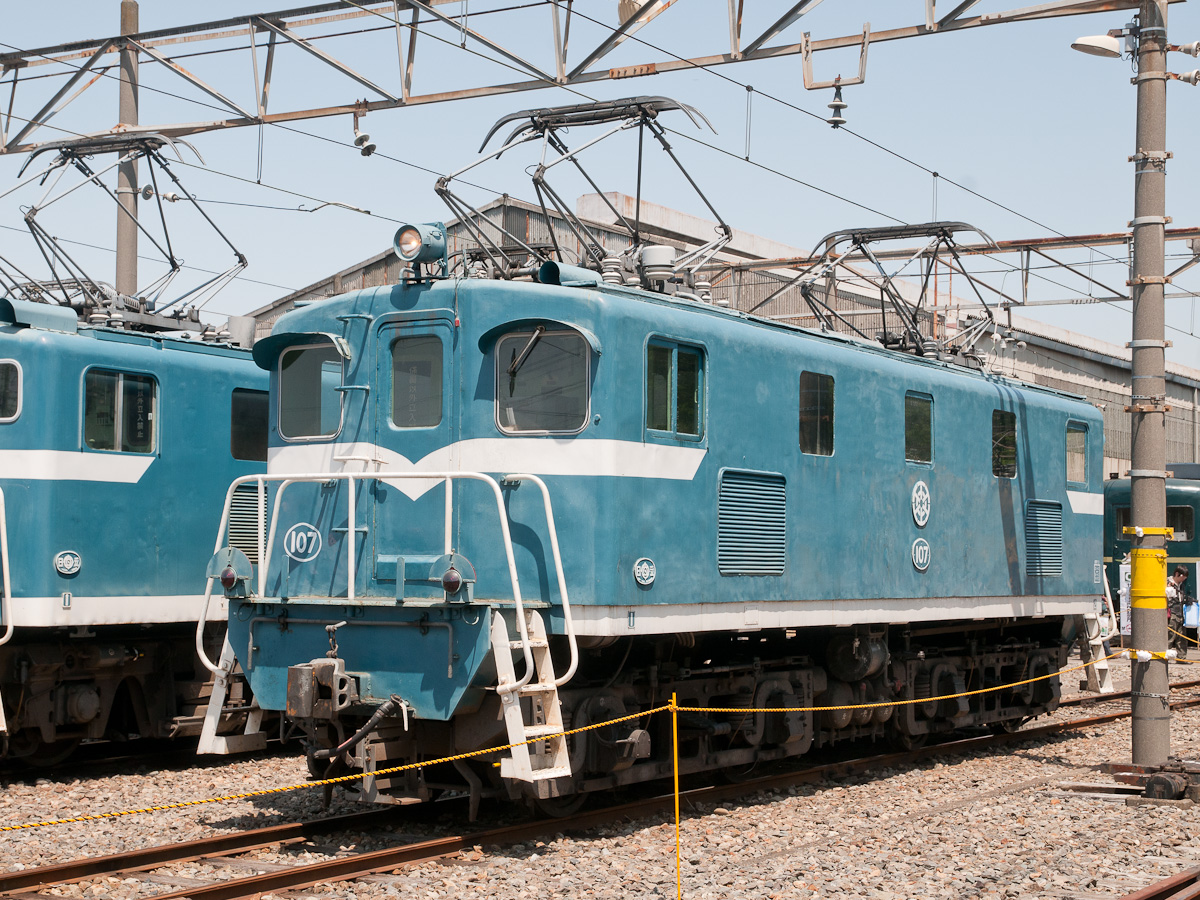
DeKi 107 no padrão azul da Chichibu Railway, maio de 2010.

### Detalhes da frota
| Número   | Fabricante | Ano de construção | Ano de aposentadoria | Notas                                                  |
| -------- | ---------- | ----------------- | -------------------- | ------------------------------------------------------ |
| DeKi 101 | Hitachi    | 1951              | 2006                 | Adquirida pela Chichibu Cement Railway, nomeada DeKi 8 |
| DeKi 102 | Hitachi    | 1954              |                      |                                                        |
| DeKi 103 | Hitachi    | 1954              |                      | Repintada em vermelho 2011-2014                        |
| DeKi 104 | Hitachi    | 1956              |                      |                                                        |
| DeKi 105 | Hitachi    | 1956              |                      |                                                        |
| DeKi 106 | Hitachi    | 1956              | 2008                 | Danificada em descarrilamento                          |
| DeKi 107 | Hitachi    | 1951              |                      | Originalmente da Matsuo Mining Railway, nomeada ED501  |
| DeKi 108 | Hitachi    | 1951              |                      | Originalmente da Matsuo Mining Railway, nomeada ED502  |